# Corbillos de los Oteros
Corbillos de los Oteros – gmina w Hiszpanii, w prowincji León, w Kastylii i León, o powierzchni 31,8 km². W 2011 roku gmina liczyła 226 mieszkańców.